# Nakazawaia secunda
Nakazawaia secunda är en kräftdjursart som beskrevs av Freddy Bravo och Murano 1997. Nakazawaia secunda ingår i släktet Nakazawaia och familjen Mysidae. Inga underarter finns listade i Catalogue of Life.